# Agrotextilie

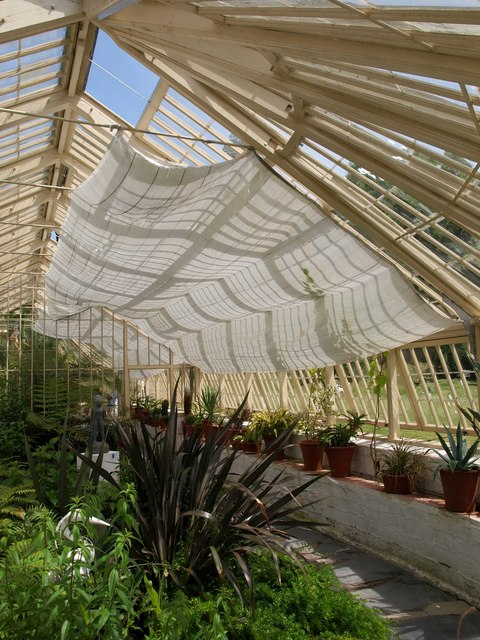
Zastínění skleníku agrotextilií

Agrotextilie je souhrnný pojem pro textilní plošné výrobky používané především v zemědělství a zahradnictví k následujícím účelům:
- Vyztužování, separování, filtrace, drenážování [1]
- Zachycování a rozvádění vody
- Ochrana rostlin proti povětrnostním vlivům [2]
- Ochrana proti účinkům světla a úspora energie ve sklenících [3]
- Umělý trávník, ozelenění, renaturování

(Nákres struktury umělého trávníku na dolním snímku: 1 - vlákna povrstvená silikonem; 2 - pryžový granulát; 3 - spirálovitě zkadeřená vlákna; 4 - podklad z polypropylénu)
Většina vlákenných surovin a způsoby výroby agrotextilií jsou shodné s geotextilními výrobky. 
V některých způsobech použití (vyztužování, separování, drenážování) se nedají rozlišovat agrotextilie od geotextilií.

## Literatura

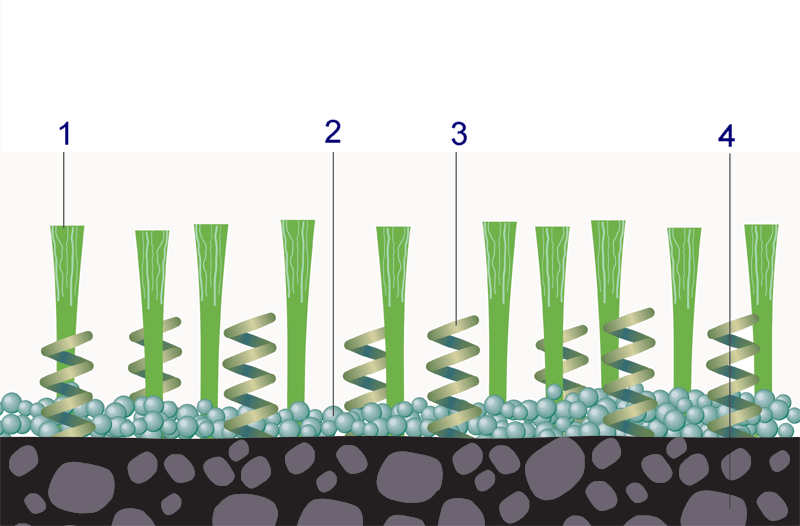
Struktura umělého trávníku